# 화산암

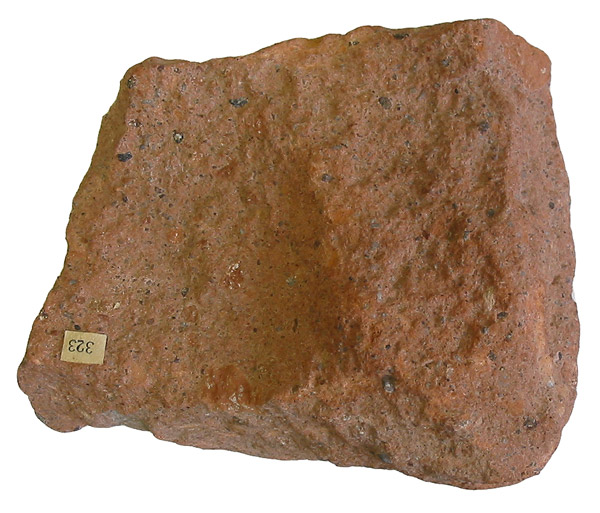
화산쇄설류에 의해 퇴적된 화산암의 일종인 이그님브라이트.

화산암(volcanic rock, 火山岩)은 화성암의 종류 중 하나로, 용암이 화산에서 분출되어 굳어진 암석이다. 다른 모든 암석 유형과 마찬가지로 화산암의 개념은 인위적인 것이며, 자연에서 화산암은 반심성암과 변성암으로 이어지며 몇몇 퇴적물 및 퇴적암의 주요 구성요소가 된다. 이러한 이유로 지질학에서 화산암과 천층 반심성암은 종종 같은 종류로 취급되기도 한다. 선캄브리아 시대 순상지 지질학의 맥락에서 "화산"이라는 용어는 엄밀히 말해 변성 화산암에 적용되는 경우가 많다. 마그마가 공중으로 분출되어 형성된 화산암과 퇴적물을 "화산쇄설암"이라고 하며, 이들은 엄밀히 말하면 퇴적암으로 분류된다.
화산암은 지구 표면, 특히 해양에서 가장 흔한 암석 유형 중 하나이다. 육지에서는 판의 경계와 범람 현무암 지대에서 매우 흔하게 찾아볼 수 있다. 화산암은 현재 지구 지표면의 약 8%를 덮고 있는 것으로 추정된다.

## 특징

### 생성 환경 및 크기
화산암은 생성 환경과 입자 크기에 따라 분류된다. 화산암은 용암류에서 유래하거나, 테프라라고 알려진 파쇄 물질로 폭발적으로 분출될 수 있다.
- 용암 – 녹은 암석이 분출하여 지표면에서 굳어지면 현무암, 안산암, 유문암과 같은 응집된 화산암이 형성된다. 용암 지형의 크기와 구조는 다양하며, 흔한 유형으로는 파호이호이(매끄럽고 밧줄 모양의 용암)와 아아(거칠고 울퉁불퉁한 용암)가 있다.
- 테프라 – 분출 중에 방출되는 파쇄된 화산 물질로, 크기와 구성이 다양하다. 테프라는 다음을 포함한다.
  - 화산탄 – 화산에서 분출된 크고 반쯤 녹은 파편으로, 지표에 도달하기 전에 굳는다. 이들은 공중을 비행하면서 종종 공기역학적인 형태를 띠게 된다.
  - 화산력 – 용암 방울이나 부서진 화산 물질로 형성된 직경 2~64mm의 암석 파편. 화산력은 쌓여서 화산 각력암이나 응회암을 형성할 수 있다.
  - 화산재 – 폭발적인 분출 중에 생성된 분쇄된 암석, 광물, 유리로 이루어진 미세 입자(<2mm). 화산재는 장거리를 이동하여 대기 질과 기후에 영향을 미칠 수 있다.

화산암의 크기와 환경은 분포, 물리적 특성, 환경에 미치는 영향에 영향을 미친다.
|                  |                              | 화산 쇄설물 퇴적                        |                                                       |
| 쇄설물 크기 (mm) | 화산 쇄설물                  | 주로 미고결: 테프라                     | 주로 고결: 화산 쇄설암                                |
| > 64 mm          | 화산탄, 암괴                 | 집괴암, 암괴 또는 화산탄층, 암괴 테프라 | 집괴암, 화산 쇄설 각력암                              |
| 64 ~ 2 mm        | 화산력                       | 화산력층 또는 화산력 테프라층           | 화산력 응회암                                         |
| 2 ~ 1/16 mm      | 굵은 화산재 입자             | 굵은 화산재                             | 굵은 (화산재 응회암)                                  |
| < 1/16 mm        | 미세 화산재 입자 (먼지 입자) | 미세 화산재 (먼지)                      | 미세 (화산재) 응회암 (먼지 응회암) 유형 3-클래스 로그 |

### 조직

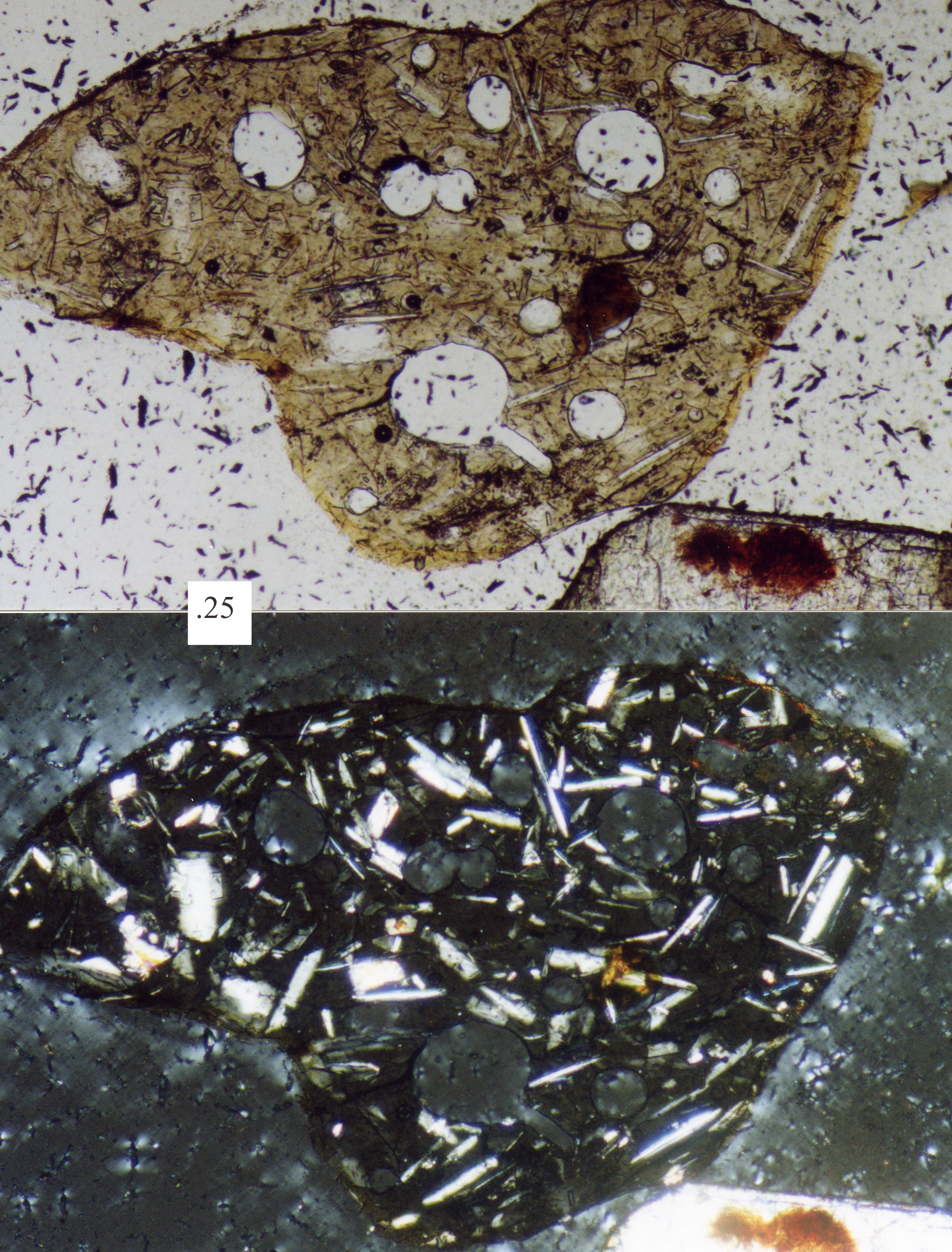
화산 암편 (모래 알갱이)의 편광현미경 사진; 위는 평면 편광, 아래는 교차 편광, 왼쪽 중앙의 스케일 박스는 0.25mm.

화산암은 일반적으로 세립질 또는 비현정질에서 유리질 조직을 띤다. 종종 다른 암석의 포획암과 반정을 포함한다. 반정은 기질보다 크고 육안으로 식별할 수 있는 결정이다. 마름모 모양의 큰 반정이 매우 세립질의 기질에 박혀 있는 롬브 포피리(Rhomb porphyry)가 한 예이다.
화산암은 녹은 용암에 갇힌 휘발성 물질이 남긴 공극으로 인해 종종 다공질 조직을 갖는다. 경석은 폭발적 분출에서 생성되는 고도로 다공질인 암석이다.

### 화학
대부분의 현대 암석학자들은 화산암을 포함한 화성암의 기원을 다룰 때 화학적 성분에 따라 분류한다. 동일한 초기 마그마로부터 다른 광물 구성과 조직이 형성될 수 있다는 사실 때문에, 암석학자들은 화산암의 기원을 파악하는 데 화학에 크게 의존한다.

IUGS '총 알칼리 규산염' 분류법에 따른 비현정질 화산암의 상대적 알칼리(Na_{2}O + K_{2}O) 및 규소(SiO_{2}) 중량 함량. 파란색 영역은 알칼리 암석이 분포하는 대략적인 위치이며, 노란색 영역은 준알칼리 암석이 분포하는 위치이다.

TAS 분류를 사용한 화성암의 화학적 분류는 우선 규소와 알칼리 금속(나트륨 및 칼륨)의 총 함량을 기준으로 하며, 이는 이산화 규소와 알칼리 산화물(K2O 및 Na2O)의 중량 분율로 표현된다. 이들을 통해 암석은 TAS 다이어그램의 한 영역에 배치된다. 초고철질 암석과 탄산염암은 자체적인 특수 분류가 있지만, 이들은 화산암으로서는 드물게 나타난다. TAS 다이어그램의 일부 영역은 산화 칼륨과 산화 나트륨의 비율에 따라 더 세분화된다. 알루미늄이나 철 함량과 같은 다른 성분을 기반으로 추가 분류를 할 수도 있다.
화산암은 크게 준알칼리성, 알칼리성, 그리고 페르알칼리성 화산암으로 나뉜다. 준알칼리성 암석은 다음을 만족하는 암석으로 정의된다.
SiO2 < -3.3539 × 10−4 × A6 + 1.2030 × 10−2 × A5 - 1.5188 × 10−1 × A4 + 8.6096 × 10−1 × A3 - 2.1111 × A2 + 3.9492 × A + 39.0
여기서 이산화 규소와 총 알칼리 산화물 함량(A)은 모두 몰 분율로 표현된다. TAS 다이어그램은 중량 분율을 사용하고 알칼리성 암석과 준알칼리성 암석 사이의 경계가 몰 분율로 정의되므로, 이 곡선의 TAS 다이어그램에서의 위치는 대략적이다. 페르알칼리성 화산암은 Na2O + K2O > Al2O3를 갖는 암석으로 정의되므로, 일부 알칼리 산화물은 장석뿐만 아니라 에지린(aegirine)과 같은 나트륨 휘석이나 나트륨 각섬석에 존재해야 한다.
화산암의 화학 조성은 두 가지에 따라 달라진다. 즉, 초기 마그마의 초생 조성과 그 후의 분화 과정이다. 대부분의 마그마의 분화는 주로 분별 결정작용을 통해 이산화 규소(SiO2) 함량을 증가시키는 경향이 있다. 대부분의 마그마의 초기 조성은 현무암질이지만, 초기 조성의 작은 차이는 여러 분화 계열을 초래할 수 있다. 이 계열 중 가장 흔한 것은 준알칼리성(쏠레아이트 마그마 계열, 칼크-알칼리 마그마 계열)과 알칼리 마그마 계열이다.

### 광물학
대부분의 화산암은 여러 공통적인 광물을 공유한다. 화산암의 분화는 주로 분별 결정작용을 통해 이산화 규소(SiO2) 함량을 증가시키는 경향이 있다. 따라서 더 진화된 화산암은 층상 규산염 광물과 망상 규산염 광물을 포함하는 더 높은 양의 이산화 규소를 가진 광물(예: 장석, 석영 다형성, 백운모)이 풍부한 경향이 있다. 여전히 규산염 광물이 지배적이지만, 더 원시적인 화산암은 감람석과 휘석과 같이 규소 함량이 적은 광물 집합을 가진다. 보언의 반응 계열은 화산암에서 가장 흔한 광물의 형성 순서를 정확하게 예측한다.
때로는 마그마가 다른 마그마에서 결정화된 결정을 흡수할 수 있는데, 이러한 결정은 외래 결정이라고 불린다. 킴벌라이트에서 발견되는 다이아몬드는 드물지만 잘 알려진 외래 결정이다. 킴벌라이트는 다이아몬드를 생성하지는 않지만, 이를 흡수하여 지구 표면으로 운반한다.

## 명칭

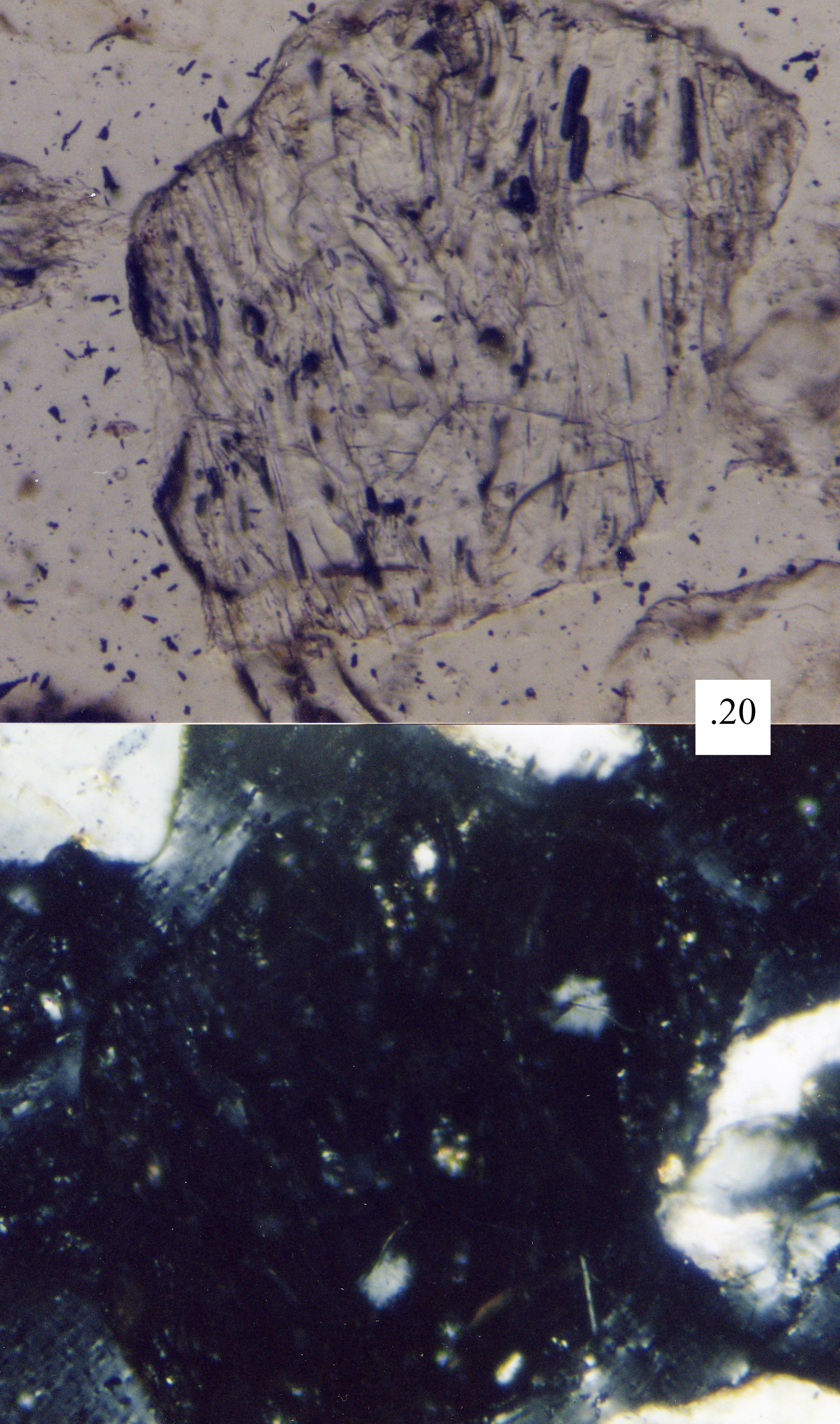
편광현미경으로 본, 미세한 입자의 기질을 가진 비현정질 화산 모래 알갱이.

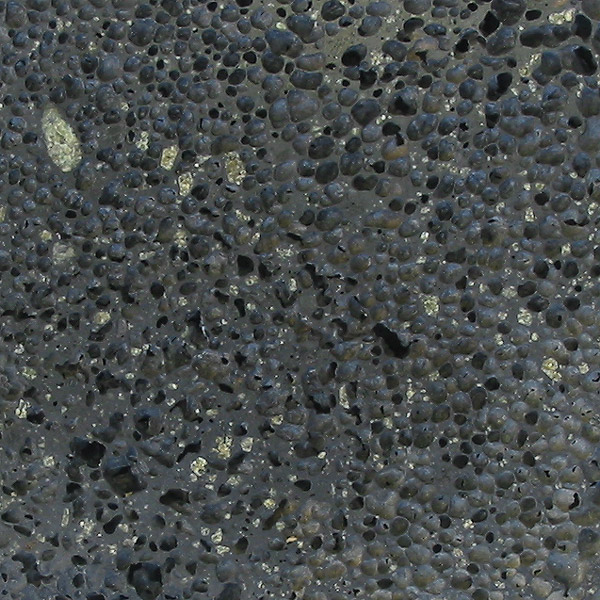
라팔마섬의 다공질 감람석 현무암 (녹색 반정은 감람석이다).

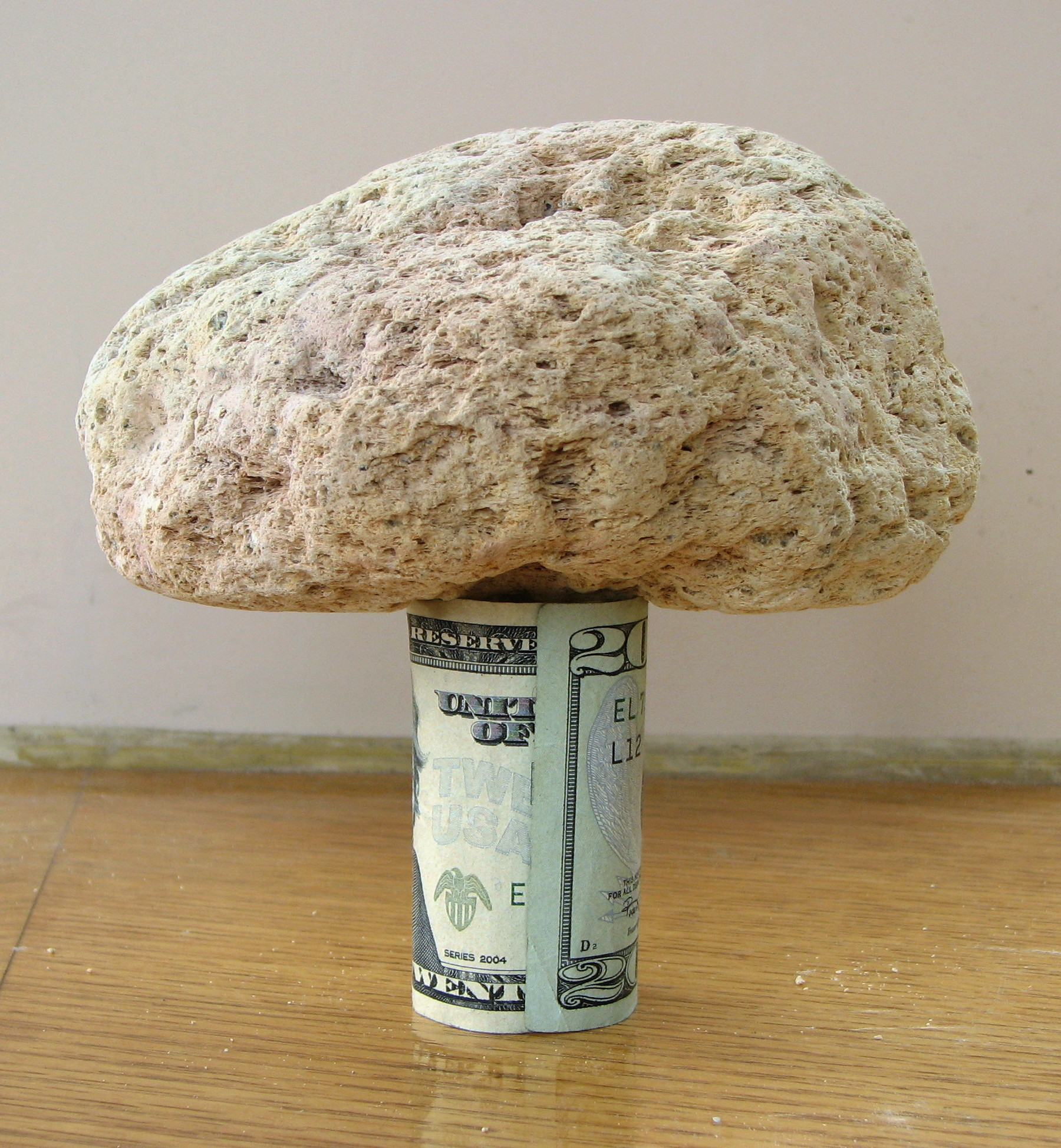
돌돌 말린 20달러 지폐에 지지된 크기의 경석 조각이 그 매우 낮은 밀도를 보여준다.

화산암은 화학 조성과 조직에 따라 이름 붙여진다. 현무암은 규소 함량이 낮은 매우 흔한 화산암이다. 유문암은 규소 함량이 높은 화산암이다. 유문암은 화강암과 유사한 규소 함량을 가지며 현무암은 조성상 반려암과 동일하다. 중간 화산암에는 안산암, 데이사이트, 조면암, 라타이트(latite)가 포함된다.
화산쇄설암은 폭발적 화산 활동의 산물이다. 이들은 종종 규장질 (규소 함량이 높다)이다. 화산쇄설암은 화산재, 화산탄, 테프라와 같은 화산 잔해와 다른 화산 분출물의 결과물인 경우가 많다. 화산쇄설암의 예로는 응회암과 이그님브라이트가 있다.
화성암 중에서도 심성암보다는 화산암과 유사한 구조를 가진 천층 관입암도 화산암으로 간주되며, 반심성암으로 분류되는 경향을 보인다.
용암석(lava stone)과 용암암(lava rock)이라는 용어는 지질학자보다는 판매자들 사이에서 더 많이 사용되는데, 지질학자들은 아마 "화산암"이라고 부를 것이다(왜냐하면 용암은 녹은 액체이고 암석은 고체이기 때문이다). "용암석"은 부서지기 쉬운 규산질 경석부터 단단한 고철질 용암 현무암까지 무엇이든 설명할 수 있으며, 때로는 용암이 아니었지만 그렇게 보이는 암석(예: 퇴적암인 용해 구멍이 있는 중국 학자석)을 설명하는 데 사용되기도 한다. 암석의 물리적 또는 화학적 특성에 대해 무언가를 전달하려면 더 구체적인 용어를 사용해야 한다. 좋은 공급업체는 어떤 종류의 화산암을 판매하는지 알 것이다.

## 화산암의 구성

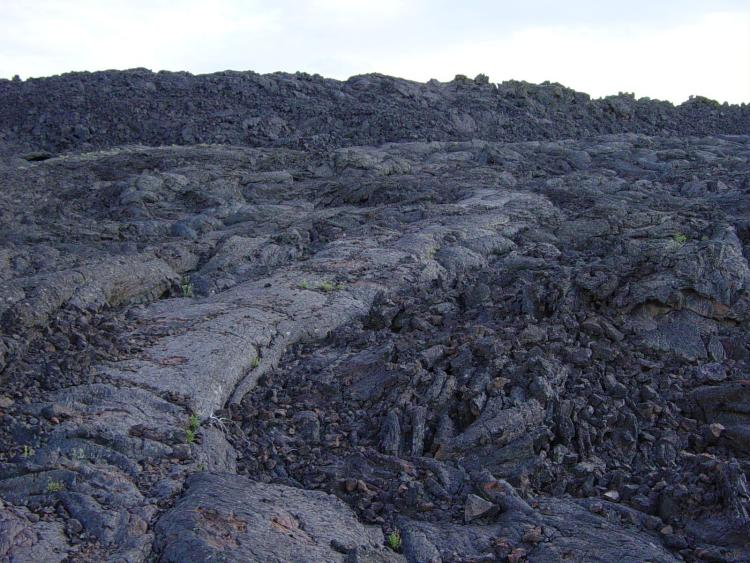
아아 용암과 파호이호이 용암이 접하는 크레이터스 오브 더 문 국립 기념물 및 보호구, 미국 아이다호.

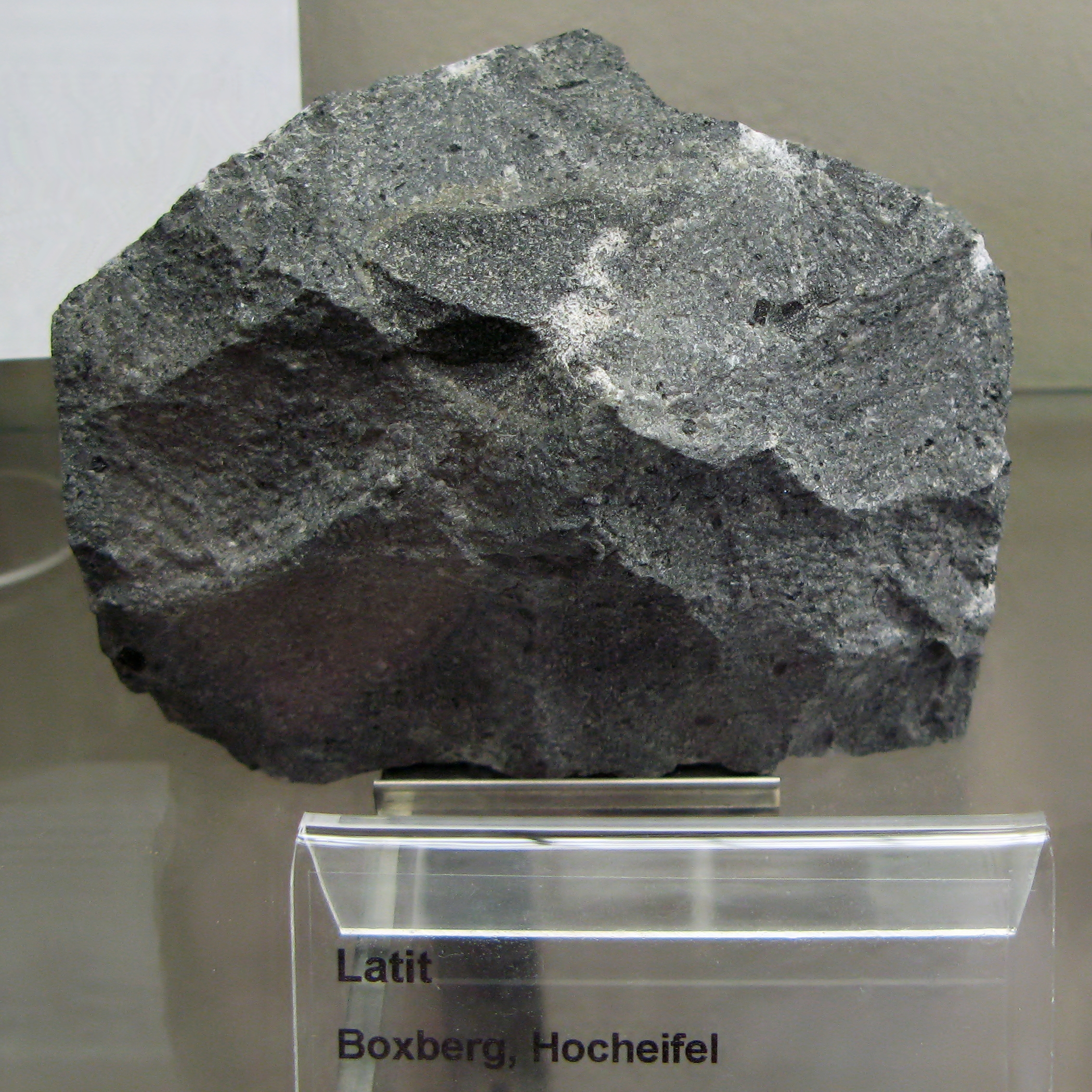
라타이트, 독일 아이펠 고원의 화산암 일종

화산 용암에서 형성되는 암석의 하위 분류는 화성 화산암이라고 불린다(지표면 아래 마그마에서 형성되는 화성암인 심성 화성암과 구별하기 위함).
다른 화산의 용암은 식고 굳어지면 그 모습과 구성이 크게 달라진다. 유문암 용암류가 빠르게 식으면, 빠르게 흑요석이라는 검은 유리질 물질로 굳을 수 있다. 기포로 가득 차면 같은 용암이 스펀지처럼 보이는 경석을 형성할 수 있다. 천천히 식으면 밝은 색의 균일하고 단단한 유문암이라는 암석을 형성한다.

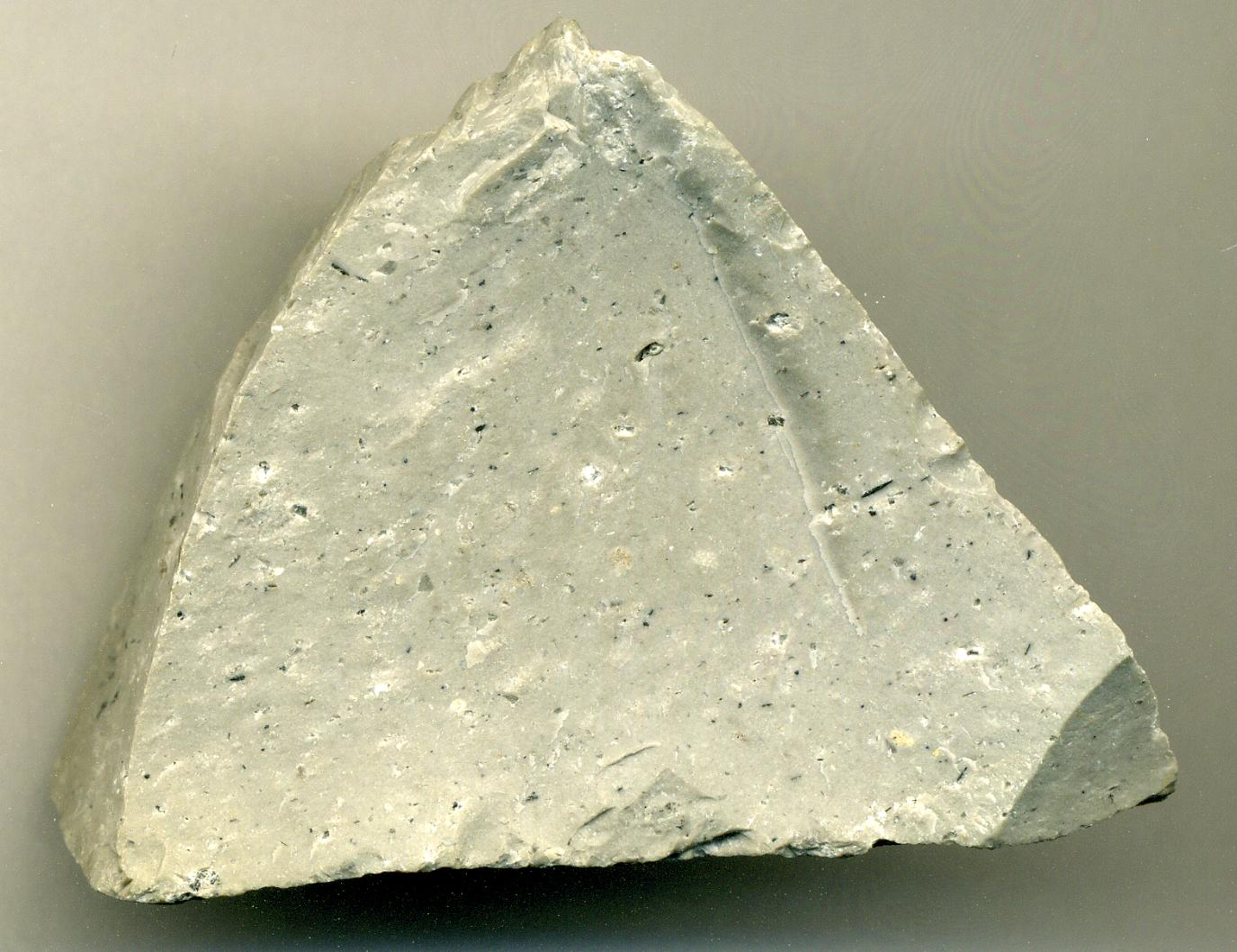
유문암 표본

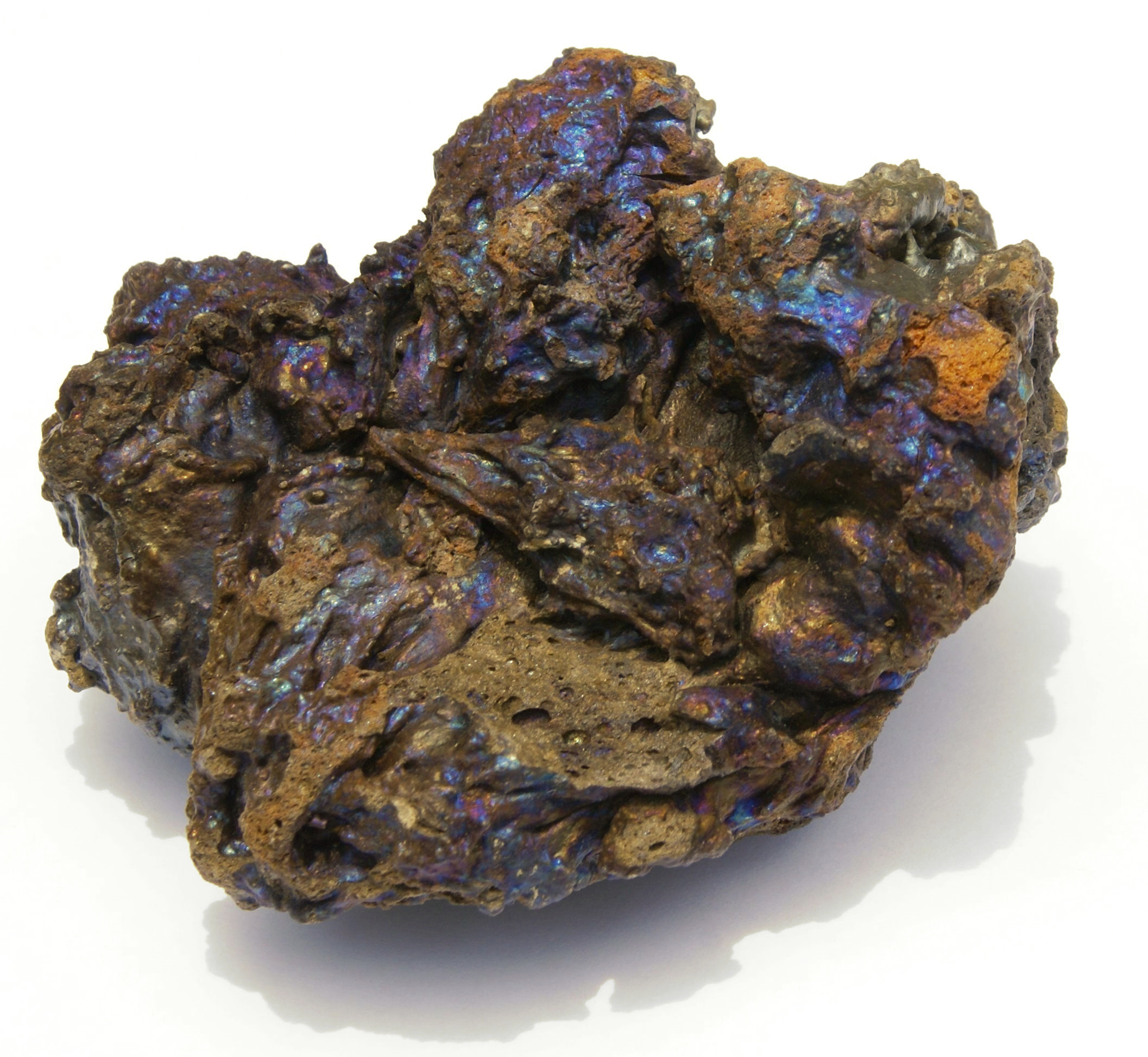
인도양 암스테르담섬의 현무암질 스코리아.

공기나 물과 접촉하여 빠르게 냉각된 용암은 대부분 미세 결정질이거나, 최소한 점성 있는 반결정질 용암류 중 분출 순간까지 액체 상태였던 부분을 나타내는 세립질 기질을 가지고 있다. 이때 이들은 대기압에만 노출되어 있었고, 다량 포함되어 있던 수증기 및 기타 가스가 자유롭게 빠져나갈 수 있었다. 이로 인해 많은 중요한 변화가 발생하는데, 가장 두드러진 것은 수많은 증기 공동(다공질 구조)이 자주 존재하며, 이는 종종 길쭉한 형태로 늘어나 나중에 침투에 의해 광물로 채워지는(아몬드상 구조) 것이다.
지표 아래에서 물질이 계속 움직이는 동안 결정화가 진행되었기 때문에 가장 나중에 형성된 광물(바닥 물질 내에서)은 일반적으로 이동 방향을 따르는 평행하고 구불구불한 선으로 배열되는 경향이 있다(유동 또는 유체 구조). 그리고 이전에 결정화된 더 큰 초기 광물들도 동일한 배열을 보일 수 있다. 대부분의 용암은 분출되기 전에 원래 온도보다 상당히 낮아진다. 이들의 거동은 물에 소금이 녹은 뜨거운 용액과 밀접하게 유사한데, 이 용액은 포화 온도에 가까워지면 먼저 크고 잘 형성된 결정(불안정한 단계)을 침전시키고, 그 후에 더 작고 덜 완전한 결정 입자(준안정 단계)의 구름을 침전시킨다.
화성암에서 1세대 결정은 일반적으로 용암이 지표면으로 분출되기 전, 즉 지하 깊이에서 화산 분화구로 상승하는 동안 형성된다. 새로 분출된 용암에 녹아 있는 액체 덩어리 안에 큰 결정이 실려 있다는 관찰이 빈번하게 확인되었다. 크고 잘 형성된 초기 결정(반정)은 반상이라고 불리며, 주변 기질 또는 바탕 물질의 더 작은 결정은 분출 후 단계에 속한다. 드물게 용암은 분출 순간에 완전히 용융되기도 한다. 이 경우 비반상 미세 결정질 암석으로 냉각되거나, 더 빠르게 냉각되면 대부분 비결정질 또는 유리질(흑요석, 태킬라이트, 피치스톤과 같은 유리질 암석)이 될 수 있다.
유리질 암석의 흔한 특징은 중심에서 방사형으로 뻗어나가는 미세한 섬유로 이루어진 둥근 몸체(구상체)의 존재이다. 이들은 석영 또는 인규석과 혼합된 불완전한 장석 결정으로 구성된다. 유사한 몸체는 천천히 냉각되도록 방치된 유리에서도 종종 인위적으로 생성된다. 드물게 이러한 구상체는 속이 비어 있거나 그 사이에 공간이 있는 동심원 껍질(리토피세)로 구성된다. 유리질 암석에서 흔히 발견되는 펄라이트 구조는 냉각 시 수축으로 인해 동심원의 둥근 균열이 존재하는 것이다.

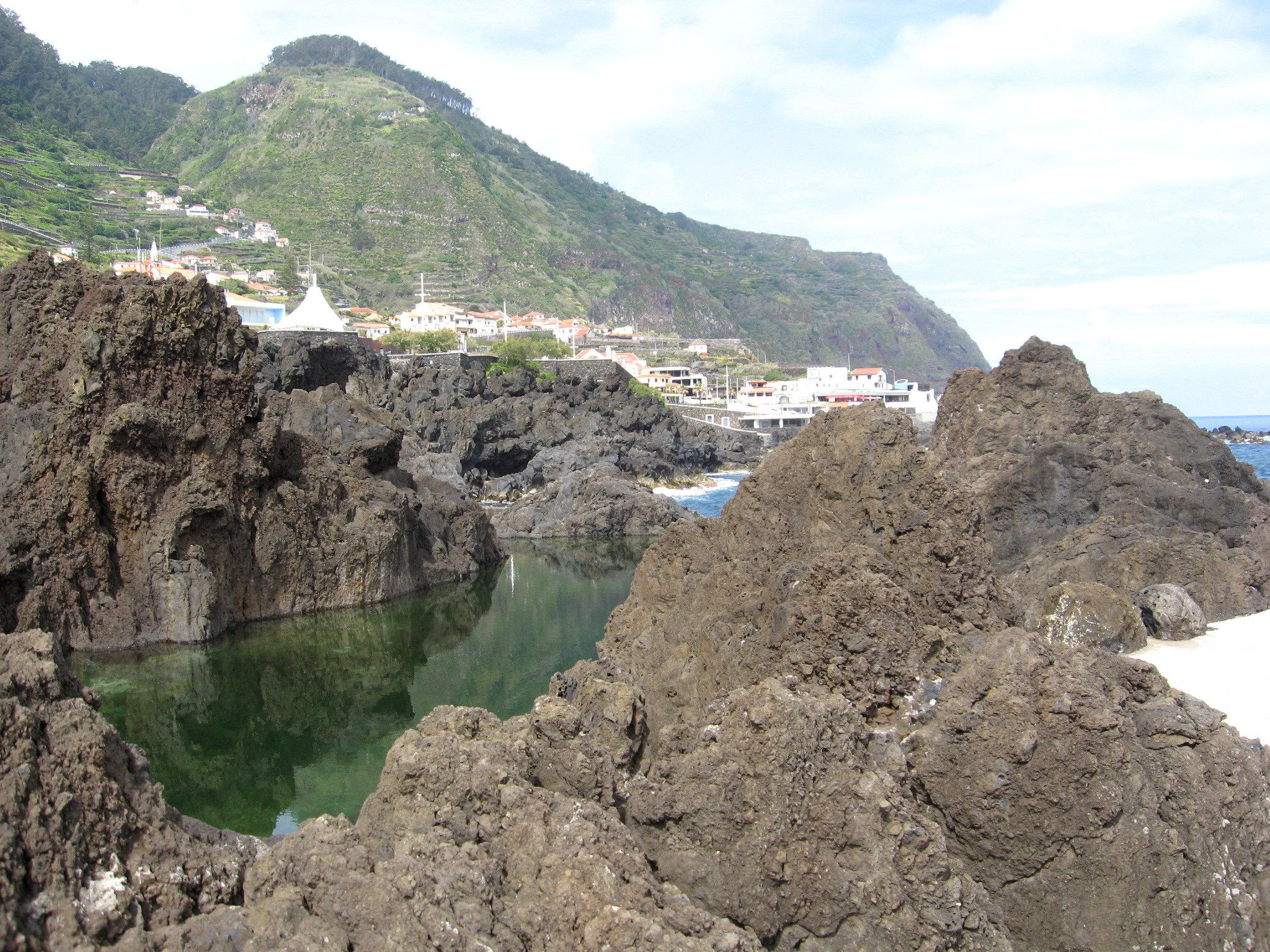
마데이라 제도포르투모니스의 화산암.

반정 또는 반상 광물은 기질의 광물보다 클 뿐만 아니라, 이들이 형성될 때 기질이 아직 액체 상태였기 때문에 인접한 결정의 압력에 방해받지 않고 완전한 결정 형태를 자유롭게 취할 수 있었다. 이들은 빠르게 성장한 것으로 보이며, 종종 기질과 같은 유리질 또는 미세 결정질 물질로 채워져 있다. 반정의 현미경 검사는 종종 복잡한 이력을 보여준다. 색상이나 다른 광학적 특성의 변화로 나타나는 다른 조성의 층이 매우 자주 나타난다. 예를 들어, 휘석은 중심이 녹색이고 주변은 다양한 갈색 음영을 띠거나, 중심은 옅은 녹색이고 주변은 강한 다색성(애기린)을 띠는 더 어두운 녹색일 수 있다.
장석에서는 중심이 일반적으로 주변 층보다 칼슘이 풍부하며, 내부 층보다 칼슘 함량이 낮은 연속적인 구역이 자주 관찰될 수 있다. 석영 (및 다른 광물)의 반정은 날카롭고 완벽한 결정면 대신 둥글고 부식된 표면을 보일 수 있으며, 끝이 뭉툭하고 불규칙한 혀 모양의 기질 돌출부가 결정 물질 내부로 뻗어 있을 수 있다. 이는 광물이 결정화된 후, 기질이 굳기 전 어느 시점에 부분적으로 다시 용해되거나 부식되었음을 분명히 보여준다.
일부 용암에서는 흑운모와 각섬석의 부식된 반정이 매우 흔하다. 이들은 옅은 녹색 휘석과 혼합된 자철석의 검은 테두리로 둘러싸여 있다. 각섬석 또는 흑운모 물질은 응고의 특정 단계에서 불안정하게 판명되었으며, 원래 결정을 부분적으로 또는 완전히 대체할 수 있지만 여전히 특징적인 윤곽을 유지하는 휘석과 자철석의 동질이상을 대체되었다.

## 화산암의 역학적 거동
화산암의 역학적 거동은 복잡한 미세 구조로 인해 복잡하다. 예를 들어, 공극 공간(구멍 및 미세 균열)의 분할, 공극 및 결정의 크기와 모양, 그리고 열수 변성 작용과 같은 특성들은 화산암에서 매우 다양하게 나타날 수 있으며, 그 결과로 나타나는 역학적 거동(예: 영률, 압축 및 인장 강도, 취성에서 연성 거동으로 전환되는 압력)에 모두 영향을 미칠 수 있다. 다른 지각 암석과 마찬가지로, 화산암은 각각 낮은 유효 구속 압력과 높은 유효 구속 압력에서 취성 및 연성으로 거동한다. 취성 거동은 단층 및 균열로 나타나며, 연성 거동은 분산(쇄설성 공극 붕괴)되거나 국소화(압축 밴드)될 수 있다. 화산암의 역학적 거동을 이해하면 측면 붕괴와 같은 화산 위험을 더 잘 이해할 수 있다.

## 같이 보기
- 관입암
- 화산